# Selo Rakovica
Selo Rakovica (en serbe cyrillique : Село Раковица) est un quartier de Belgrade, la capitale de la Serbie. Il est situé dans la municipalité de Voždovac. En 2002, il comptait 2 661 habitants.

## Emplacement
Selo Rakovica est situé dans la partie centrale de la municipalité de Voždovac, dans la vallée du Rakovički potok et du Milošev potok, à environ 15 km du centre-ville de Belgrade. Le quartier constituait autrefois une localité séparée mais il fait désormais partie d'une zone urbaine continue avec le reste de la capitale. Il est entouré par le quartier de Jajinci au nord et par le village de Beli Potok au sud.

## Caractéristiques
Le nom de Selo Rakovica rappelle l'époque où il constituait un village à part entière, en serbe selo et était ainsi désigné pour le distinguer du faubourg de Rakovica. Dans les années 1970, Selo Rakovica a été intégré à la ville de Belgrade proprement dite (uža teritorija grada). C'est un quartier entièrement résidentiel.
Selo Rakovica s'étend autour du Bulevar oslobođenja, le « Boulevard de la Libération » qui trouve son origine sur la place de Slavija, au centre de la capitale serbe. Au cours de son développement, il s'est étendu vers le sud et a fini par atteindre le Kružni put, la route la plus importante des faubourgs sud de Belgrade. À partir du croisement de ces deux axes routiers, le Boulevard de la Libération porte le nom d'Avalski put, une route qui se prolonge en direction du sud jusqu'au mont Avala.